# Martin P. Durkin
 (mars 2019).
Si vous disposez d'ouvrages ou d'articles de référence ou si vous connaissez des sites web de qualité traitant du thème abordé ici, merci de compléter l'article en donnant les références utiles à sa vérifiabilité et en les liant à la section « Notes et références ».
Martin Patrick Durkin, né le 18 mars 1894 à Chicago (Illinois) et mort le 13 novembre 1955 à Washington (district de Columbia), est un homme politique américain. Membre du Parti démocrate, il est secrétaire au Travail en 1953 dans l'administration du président Dwight D. Eisenhower.

## Source
- (en) Cet article est partiellement ou en totalité issu de l’article de Wikipédia en anglais intitulé « Martin Patrick Durkin » (voir la liste des auteurs).